# Ярно Парікка
Ярно Парікка (фін. Jarno Parikka, нар. 21 липня 1986, Вантаа) — фінський футболіст, нападник клубу «ВПС» та національної збірної Фінляндії.

## Клубна кар'єра
У дорослому футболі дебютував 2005 року виступами за команду клубу «ГІК», в якій провів шість сезонів, взявши участь у 118 матчах чемпіонату.
До складу клубу «ВПС» приєднався 2012 року. Наразі встиг відіграти за Відіграв за 26 матчів в національному чемпіонаті.

## Виступи за збірні
Протягом 2008–2009 років залучався до складу молодіжної збірної Фінляндії у складі якої брав участь у чемпіонаті Європи з футболу (2009). На молодіжному рівні зіграв у 19 офіційних матчах, забив 2 голи.
2009 року дебютував в офіційних матчах у складі національної збірної Фінляндії. Наразі провів у формі головної команди країни 1 матч.